# 宮部金吾
宮部 金吾（みやべ きんご、1860年4月27日（万延元年閏3月7日） - 1951年（昭和26年）3月16日）は、日本の植物学者。北海道帝国大学名誉教授。札幌市名誉市民。札幌農学校（現在の北海道大学）第二期卒業生。

## 生涯

### 生い立ち
江戸の下谷に生まれる。生家が探検家松浦武四郎の住居に近く、松浦から蝦夷地（北海道）のことを聞かされていたことが北海道へ向かう動機になったといわれる。明治7年に東京外国語学校に入学し、後年土木工学者となる広井勇と同期生として学ぶ。広井とはのちに札幌農学校でも同期生となる。

### 札幌農学校へ入学

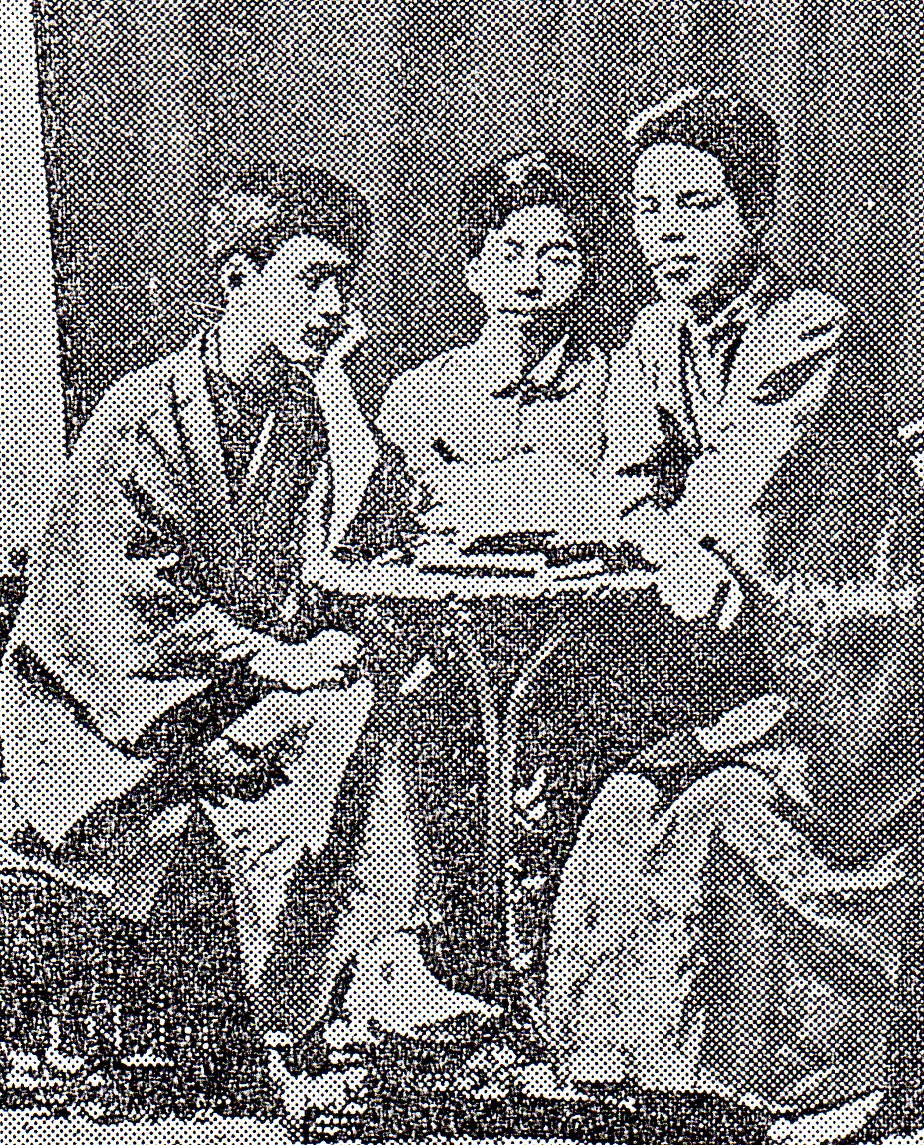
新渡戸稲造、内村鑑三と共に札幌農学校時代

1877年（明治10年）に札幌農学校へ入学する。同期には新渡戸稲造と内村鑑三がおり、1878年（明治11年）6月には、新渡戸・内村などと共にメソジスト教会のハリス宣教師から洗礼を受けることとなる。（札幌バンドも参照のこと）
寮では内村鑑三と同室であり、親しい友人だった。卒業時の順位は内村が主席であり、宮部が2位だった。

### 札幌農学校の教授へ
卒業後は開拓使御用掛となる。1881年（明治14年）11月、宮部は開拓使により東京大学へ派遣される。これは将来の農学校教師にするためで、南鷹次郎（駒場農学校へ）と共に国内留学することとなった。1883年（明治16年）、札幌農学校助教に就任、植物園設置の計画立案を命じられる。この準備として、翌年6月から8月にかけて道東への植物採取を行っており、日高地方・北見地方・千島列島(色丹島、択捉島、得撫島)に至る調査となった。
1886年（明治19年）7月、植物学研究を目的としてハーバード大学への留学に旅立つ。当時の世界的植物学者エイサ・グレイの薫陶を受け1889年（明治22年）まで留学し、「千島植物誌」を著して博士号を取得する。欧州・ロシアを経由して諸国の研究機関を歴訪し、カール・ヨハン・マキシモヴィッチらと交流ののち帰国。帰国後は札幌農学校教授となり、日本初の近代的植物園である札幌農学校植物園の主任に就任する。のちに植物園の初代園長を務める。1899年（明治32年）3月、文部大臣より理学博士の学位を授与される。

### 退官後
1927年（昭和2年）、定年退官。同年5月には北海道帝国大学における最初の名誉教授となる。1930年（昭和5年）1月、日本学士院会員に選定される（1951年3月に退任）。1932年、アメリカ芸術科学アカデミー会員に選出。1936年（昭和11年）、日本植物学会会長。1946年（昭和21年）2月、文化勲章を受章。1949年（昭和24年）、札幌市栄誉市民の第一号となる。

### 死去と没後

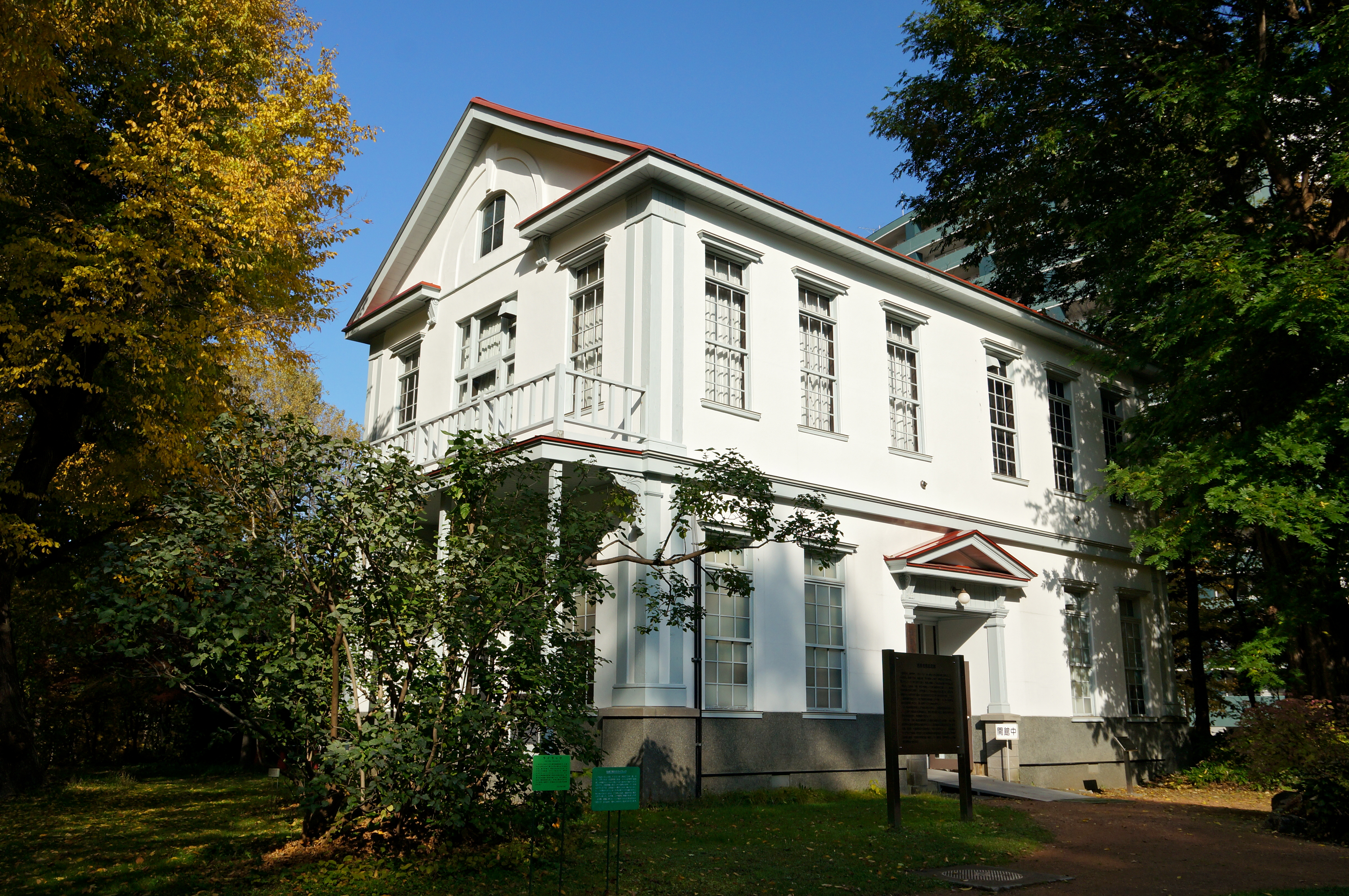
宮部金吾記念館

1951年（昭和26年）、死去。享年92(満90歳没)。葬儀は札幌独立キリスト教会で営まれた。墓所は円山霊園(札幌市)。
晩年を過ごした札幌市桑園の住宅跡は宮部記念緑地として公園となり、設立に尽力した北海道大学植物園には宮部金吾記念館が設置されている。

## 栄典
位階
- 1891年（明治24年）12月21日 - 従七位[20]
- 1915年（大正4年）12月28日 - 正四位[21]
- 1927年（昭和2年）5月16日 - 正三位[22]

勲章等
- 1900年（明治33年）6月30日 - 勲六等瑞宝章[23]
- 1906年（明治39年）6月30日 - 勲四等瑞宝章[24]
- 1910年（明治43年）12月26日 - 勲三等瑞宝章[25]
- 1927年（昭和2年）5月26日 - 旭日重光章[26]

## 主な著書
著作の一部はデジタル化され、国立国会図書館デジタルコレクションなどで公開されている。なお、国立国会図書館所蔵のもので請求記号が「特1」のものは植物学者の白井光太郎が収集し寄贈したものである。
- "Ainu economic plants"（John Batchelor共著、出版社不明、1893年、原本請求記号：特1-0136） doi:10.11501/1678576
- 『北海道有用植物説明』（写本、国立国会図書館所蔵、請求記号：特1-1732）doi:10.11501/2536227
- 『近世植物学教科書（中等教育理科叢書）』（修正第18番、大渡忠太郎・松村任三共著、開誠館、1901年） doi:10.11501/832369
- 『北海道森林植物図説』（川上瀧彌共著、裳華房、1902年） doi:10.11501/842400
- 『樺太植物誌』（三宅勉共著、樺太庁、1915年） doi:10.11501/981000
- 『北海道主要樹木図譜』（工藤祐舜 共著・須崎忠助 画、全28巻、三秀社、1920年-1931年） 国立国会図書館書誌ID:000000792277
  - 『北海道主要樹木図譜（覆刻版）』（北海道大学図書刊行会、1984年）doi:10.11501/14286252
  - 『北海道主要樹木図譜（普及版）』（北海道大学図書刊行会、1986年）doi:10.11501/12602069
  - 『北海道主要樹木図譜　（新版）』（北海道大学出版会、2024年）ISBN 978-4-8329-9143-9
- 『内村鑑三君小伝』（独立堂書房、1932年） doi:10.11501/1170553
- 『南千島植物誌』
- 『北海道水産調査報告 巻之三 昆布採取業「昆布科」』

## 由来する命名
然別湖に生息するミヤベイワナの名称は、最初の発見者である彼の名前にちなんで、農学博士の大島正満が命名したものである。
植物の分布境界線「宮部線」に名を残している。

## 論文
- 宮部金吾「池野松平兩氏ノ南部岩手山顯花植物目録追加」『植物学雑誌』第8巻第94号、日本植物学会、1894年、483-489頁、doi:10.15281/jplantres1887.8.483、ISSN 0006-808X、NAID 130004213028。
- 宮部金吾「川上廣衞氏採集盛京省占領地植物」『植物学雑誌』第9巻第103号、日本植物学会、1895年、343-346頁、doi:10.15281/jplantres1887.9.343、ISSN 0006-808X、NAID 130004213270。
- 宮部金吾「カール．ヨーハン．マキシモヴィツチの伝」『札幌博物学会会報』第1巻第1号、札幌博物學會、1906年6月、1-9頁、NAID 120005712490。
- 宮部金吾, 高橋良直「ほっぷの新病原菌 ペロノプラズモパラ ヒユーミユリーに就て」『札幌博物学会会報』第1巻第2号、札幌博物學會、1907年5月、149-155頁、NAID 120005712501。
- 宮部金吾, 工藤祐舜「北海道植物志料 I」『札幌博物学会会報』第4巻第2号、札幌博物學會、1913年4月、97-104頁、NAID 120005722574。
- 宮部金吾, 工藤祐舜「北海道植物志料 II」『札幌博物学会会報』第5巻第1号、札幌博物學會、1913年7月、36-44頁、NAID 120005722585。
- 宮部金吾, 工藤祐舜「北海道植物志料 III」『札幌博物学会会報』第5巻第2号、札幌博物學會、1914年6月、65-80頁、NAID 120005722587。
- 宮部金吾, 工藤祐舜「北海道植物志料 IV」『札幌博物学会会報』第5巻第3号、札幌博物學會、1915年3月、146-153頁、NAID 120005743131。
- 宮部金吾, 工藤祐舜「北海道植物志料 V」『札幌博物学会会報』第6巻第1号、札幌博物學會、1915年12月、1-9頁、NAID 120005743152。
- 宮部金吾, 工藤祐舜「北海道植物志料 VI」『札幌博物学会会報』第6巻第2号、札幌博物學會、1916年7月、119-127頁、NAID 120005743159。
- 宮部金吾, 工藤祐舜「北海道植物志料 VII」『札幌博物学会会報』第6巻第3号、札幌博物學會、1917年5月、NAID 120005773985。
- 宮部金吾, 工藤祐舜「北海道植物志料 VIII」『札幌博物学会会報』第7巻第1号、札幌博物學會、1917年5月、23-35頁、NAID 120005849928。
- 宮部金吾, 工藤祐舜「北海道植物志料 IX」『札幌博物学会会報』第7巻第2号、札幌博物學會、1919年7月、128-135頁、NAID 120005849933。
- 宮部金吾, 工藤祐舜「北海道植物志料 X」『札幌博物学会会報』第8巻第1-2号、札幌博物學會、1921年9月、1-7頁、NAID 120005849947。
- 宮部金吾, 工藤祐舜「北海道植物志料 XI」『札幌博物学会会報』第9巻第1号、札幌博物學會、1924年11月、61-69頁、NAID 120005849960。
- 宮部金吾, 永井政次「千島產昆布科植物」『札幌博物学会会報』第13巻第2号、札幌博物學會、1933年12月、85-101頁、NAID 120005907021。